# Winiges
Winiges (mort el 822), va ser el duc de Spoleto del 789 al 822.

## Biografia
D'origen longobard, probablement formava part de la cort de Carlemany quan va ser enviat a fer front a una invasió bizantina el 788, coordinat amb les tropes feanques amb les dels ducs Ildeprand de Spoleto i Grimoald III de Benevent. Va aconseguir derrotar els bizantins a la Pulla, però Ildebrand va morir en els combats i, per tant, el rei franc donà a Winiges el ducat de Spoleto.
Va ser nomenat missus dominicus per Carlemany davant el ducat de Roma i oferí refugi al papa Lleó III després de l'assalt sobtat del 25 d'abril del 799. Winiges es va veure implicat després en una guerra contra Grimald de Benevent i va ser capturat prop de Lucera el 802, quedant presoner durant un any. Quan Lleó III estava proper a la mort el 815, el poble de Roma es va revoltar, i el rei Bernat d'Itàlia envià Winiges a fer front la situació.
El 822 Winiges abdicà i es retirà a un monestir, on morí poc temps després, i el seu successor va ser Suppó, Brixiæ civitatis comes (comte de la ciutat de Brescia).